# Olympische Sommerspiele 2012/Teilnehmer (Costa Rica)
| Gelbes Symbol für Goldmedaillen mit stilisierten Olympischen Ringen | Graues Symbol für Silbermedaillen mit stilisierten Olympischen Ringen | Braundes Symbol für Bronzemedaillen mit stilisierten Olympischen Ringen |
| ------------------------------------------------------------------- | --------------------------------------------------------------------- | ----------------------------------------------------------------------- |
| —                                                                   | —                                                                     | —                                                                       |

Costa Rica nahm in London an den Olympischen Spielen 2012 teil. Es war die insgesamt 13. Teilnahme an Olympischen Sommerspielen. Das Comité Olímpico de Costa Rica nominierte elf Athleten in sechs Sportarten.

## Teilnehmer nach Sportarten

### Judo
| Athleten      | Wettbewerb       | 1. Runde | 1. Runde | Achtelfinale  | Achtelfinale | Viertelfinale | Viertelfinale | Hoffnungsrunde Halbfinale | Hoffnungsrunde Halbfinale | Halbfinale    | Halbfinale    | Hoffnungsrunde Finale | Hoffnungsrunde Finale | Finale        | Finale        | Rang |
| Athleten      | Wettbewerb       | Gegner   | Ergebnis | Gegner        | Ergebnis     | Gegner        | Ergebnis      | Gegner                    | Ergebnis                  | Gegner        | Ergebnis      | Gegner                | Ergebnis              | Gegner        | Ergebnis      | Rang |
| ------------- | ---------------- | -------- | -------- | ------------- | ------------ | ------------- | ------------- | ------------------------- | ------------------------- | ------------- | ------------- | --------------------- | --------------------- | ------------- | ------------- | ---- |
| Männer        |                  |          |          |               |              |               |               |                           |                           |               |               |                       |                       |               |               |      |
| Osman Murillo | Klasse bis 73 kg | Freilos  | Freilos  | Hussein Hafiz | 0003:020     | ausgeschieden | ausgeschieden | ausgeschieden             | ausgeschieden             | ausgeschieden | ausgeschieden | ausgeschieden         | ausgeschieden         | ausgeschieden | ausgeschieden | 17   |

### Leichtathletik
Laufen und Gehen
| Athleten       | Wettbewerb   | Vorlauf | Vorlauf | Halbfinale    | Halbfinale    | Finale        | Finale        | Rang |
| Athleten       | Wettbewerb   | Zeit    | Rang    | Zeit          | Rang          | Zeit          | Rang          | Rang |
| -------------- | ------------ | ------- | ------- | ------------- | ------------- | ------------- | ------------- | ---- |
| Frauen         |              |         |         |               |               |               |               |      |
| Sharolyn Scott | 400 m Hürden | 57,03 s | 6       | ausgeschieden | ausgeschieden | ausgeschieden | ausgeschieden | 27   |
| Gabriela Traña | Marathon     | –       | –       | –             | –             | 2:43:17 h     | 91            | 91   |
| Männer         |              |         |         |               |               |               |               |      |
| Nery Brenes    | 400 m        | 45,65 s | 4       | ausgeschieden | ausgeschieden | ausgeschieden | ausgeschieden | 24   |
| César Lizano   | Marathon     | –       | –       | –             | –             | 2:24:16 h     | 65            | 65   |

### Radsport

#### Straße
| Athleten      | Wettbewerb    | Zeit    | Rang |
| ------------- | ------------- | ------- | ---- |
| Männer        |               |         |      |
| Andrey Amador | Straßenrennen | 5:46.37 | 35   |

#### Mountainbike
| Athleten      | Wettbewerb    | Zeit    | Rang |
| ------------- | ------------- | ------- | ---- |
| Männer        |               |         |      |
| Paolo Montoya | Cross-Country | 1:41:19 | 36   |

### Schwimmen
| Athleten      | Wettbewerb          | Vorlauf | Vorlauf | Halbfinale    | Halbfinale    | Finale        | Finale        | Rang |
| Athleten      | Wettbewerb          | Zeit    | Rang    | Zeit          | Rang          | Zeit          | Rang          | Rang |
| ------------- | ------------------- | ------- | ------- | ------------- | ------------- | ------------- | ------------- | ---- |
| Frauen        |                     |         |         |               |               |               |               |      |
| Marie Meza    | 100 m Schmetterling | 1:07.01 | 3       | ausgeschieden | ausgeschieden | ausgeschieden | ausgeschieden | 42   |
| Männer        |                     |         |         |               |               |               |               |      |
| Mario Montoya | 200 m Freistil      | 1:51.66 | 3       | ausgeschieden | ausgeschieden | ausgeschieden | ausgeschieden | 33   |

### Taekwondo
| Athleten      | Wettbewerb       | Achtelfinale      | Achtelfinale | Viertelfinale | Viertelfinale | Halbfinale    | Halbfinale    | Hoffnungsrunde Halbfinale | Hoffnungsrunde Halbfinale | Hoffnungsrunde Finale | Hoffnungsrunde Finale | Finale        | Finale        | Rang |
| Athleten      | Wettbewerb       | Gegner            | Ergebnis     | Gegner        | Ergebnis      | Gegner        | Ergebnis      | Gegner                    | Ergebnis                  | Gegner                | Ergebnis              | Gegner        | Ergebnis      | Rang |
| ------------- | ---------------- | ----------------- | ------------ | ------------- | ------------- | ------------- | ------------- | ------------------------- | ------------------------- | --------------------- | --------------------- | ------------- | ------------- | ---- |
| Männer        |                  |                   |              |               |               |               |               |                           |                           |                       |                       |               |               |      |
| Heiner Oviedo | Klasse bis 58 kg | Alexei Denissenko | 2:5          | ausgeschieden | ausgeschieden | ausgeschieden | ausgeschieden | ausgeschieden             | ausgeschieden             | ausgeschieden         | ausgeschieden         | ausgeschieden | ausgeschieden | 11   |

### Triathlon
| Athleten        | Wettbewerb | Zeit      | Rang |
| --------------- | ---------- | --------- | ---- |
| Männer          |            |           |      |
| Leonardo Chacón | Einzel     | 1:52:39 h | 48   |